# 윤치호 묘역
윤치호 묘역(尹致昊墓域) 또는 윤치호 일가 묘역은 충청남도 아산시 둔포면 석곡1리 330-2번지에 있는 구한말의 독립운동가 겸 계몽사상가 윤치호 일가의 묘역을 말한다. 근처 둔포면 신항1리는 윤보선, 윤일선, 윤치호의 고향으로 윤보선 대통령 생가와 윤일선 가옥, 윤제형 가옥, 윤승구 가옥 등이 소재해 있다.

## 개요
충청남도 아산시 둔포면 석곡1리 330-2번지 독골마을 부락에 있으며, 산 중턱 윤취동의 묘소 아래 좌측에 소재해 있다. 아산 둔포면 석곡리 윤치호일가의 가옥, 윤일선 가옥, 윤승구 가옥, 윤제형 가옥, 윤보선 가옥 등이 묘소군에서 가까운 둔포면 신항1리에 소재해 있다. 석곡1리 묘소에는 윤치호와 그의 두 부인(마애방, 백매려)의 합장 묘역을 비롯하여 윤치호의 조부모인 조선후기의 무신 윤취동과 계비 안동김씨, 장남 윤영선 내외의 묘소, 윤치호의 이복 동생 윤치왕의 묘소 등이 소재해 있었다.
산 중턱에 증 정2품 자헌대부 의정부찬정 해평윤공 취동지묘 정부인 안동김씨 부우록이라 비석이 있고 그 오른쪽에 윤취동의 묘소가 있다. 그리고 윤취동의 묘소에서 50m 정도 내려오다 보면 길 옆 오른쪽 언덕에 안동김씨 묘소와 상석이 있고, 내려와서 석곡길과 신휴길, 아산2테크노밸리가 내려다보이는 곳에 윤치호 내외, 윤영선 내외 등의 묘소가 있다.
그 뒤 평택군 팽성읍 객사리에서 이장한 윤웅렬의 묘소가 근처에 마련되었다. 윤치호 묘소는 기독교 신자의 묘소로 봉분이 없이 십자가가 새겨진 돌무덤의 형태를 띠는 것이 특징이다. 봉분이 있던 다른 묘역들 역시 나중에 십자가가 새겨진 돌무덤으로 개장되었다. 나중에 다른 묘소들도 돌무덤으로 개장되었다. 한편 윤치호의 이복 동생 윤치왕의 묘소는 2009년 서울 동작동 현충원으로 이장되었다.

### 조성 배경
1863년경 지중추부사를 지내고 사후 의정부찬정에 추증된 윤취동의 묘소가 안장되면서 조성되었다. 이후 1900년에 사망한 그의 후처 안동 김씨의 묘소가 들어섰고, 나중에 윤치호의 묘소가 1945년에 들어섰으며, 윤치왕, 윤영선의 묘소가 들어서고 2000년대에는 평택군 팽성읍 객사리에 있던 윤웅렬의 묘소가 이장해 왔다.

## 기타
윤치호의 조카인 윤보선, 사촌 윤치소와 이범숙 내외, 증조부 윤득실, 종증조부 윤교동과 나주임씨 내외, 조부 윤취동의 첫부인 고령신씨 동생 윤형선의 묘소는 아산시 음봉면 동천리 산34-2에 소재해 있다. 한편 윤영렬 일가의 묘소는 경기도 평택군 팽성읍 객사리에 있다.
음봉면 동천리 산 34-2에 있는 묘역 중 고령신씨의 묘역은 증 정부인으로 되어 있고, 윤치호 묘역 내에 소재해 있는 안동김씨의 묘역은 정부인 안동김씨라고 상석에 쓰여 있다. 이는 윤취동의 후실인 안동김씨는 생전에 아들 윤웅렬, 윤영렬 형제의 현달로 정부인에 봉해졌기 때문이고, 윤취동과 본부인 고령신씨는 증직으로서 받았기 때문이다.

## 근처 관광지 및 유적지
윤치호 일가 묘소 근처인 둔포면 신항1리에는 윤보선 생가와 윤일선 가옥, 윤승구 가옥 등이 소재해 있다. 한국 최초의 해부학자 겸 병리학자이며 서울대학교의 부총장과 총장을 지낸 윤일선, 대한민국의 제4대 대통령과 제2대 서울특별시장을 지낸 윤보선 이 근처 신항1리 출신이다. 이들 일가의 선조인 윤취동이 오기 전에도 신항리는 일부 해평 윤씨들이 거주하던 집성촌으로서, 그 밖에 해평 윤씨의 집성촌과 한옥 건물들이 소재해 있었다.
2008년 11월 10일 아산시 둔포면 신항1리 142-1번지에 있는 윤일선 가옥은 충청남도지정 민속자료 제12호로, 신항1리 123-1번지에 있는 윤승구 가옥은 충청남도 민속자료 15호로 각각 지정되었다. 아산시 둔포면 신항1리 143-1번지에는 윤보선 대통령의 생가가 있다. 윤보선 대통령 생가는 대한민국 중요민속자료 제196호이다. 또한 1900년경 윤제선이 지었다는 윤제선 가옥 또는 윤제형 가옥은 충청남도지정 민속자료 제13호로 아산시 둔포면 신항1리 121번지에 소재해 있다. 이들 가옥들 근처에는 둔포감리교회가 있다.

## 같이 보기
| - 윤보선 대통령 묘역 - 평택 윤웅렬 일가 묘역 - 윤치호 - 윤취동 - 안동장 - 고려정 - 한영서원 - 전동장 - 윤웅렬 | - 윤일선 가옥 - 윤승구 가옥 - 윤제형 가옥 - 윤보선 대통령 생가 - 윤보선 - 윤일선 - 윤치영 |